# Y mañana el mundo entero
Y mañana el mundo entero (en alemán: Und morgen die ganze Welt )  es una película política germanofrancesa de 2020 dirigida por Julia von Heinz. Se estrenó en el 77.º Festival Internacional de Cine de Venecia. Fue seleccionada para compatir por Alemania a la Mejor Película Internacional en los 93 Premios de la Academia, pero no fue nominada. El título de la película está tomado de la línea "Hoy Alemania nos pertenece, y mañana el mundo entero" de la canción propagandista nacionalsocialista "The Rotten Bones Tremble".

## Sipnosis
Luisa, una estudiante de derecho de 20 años de una familia de clase alta, se traslada a una vivienda colectiva ocupada y se convierte en activista antifascista porque se opone al ascenso de la derecha política neonazi en Alemania. La trama está parcialmente inspirada en la biografía de la directora Julia von Heinz, quien se comprometió con el antifascismo cuando era más joven. El diseño político del partido de derecha "Lista 14" de la película también es una referencia al del grupo Alternativa para Alemania.

## Reparto
- Mala Emde: Luisa
- Noah Saavedra: Alfa
- Tonio Schneider: Lenor
- Andreas Lust: Dietmar
- Frieda Knabe: Fritzi

## Producción
La película fue producida por las compañías cinematográficas Seven Elephants, Kings & Queens Filmproduktion y Haïku Films en nombre de los canales de radiodifusión pública Südwestrundfunk, Westdeutscher Rundfunk, Bayerischer Rundfunk y Arte. Recibió apoyo financiero de FilmFernsehFonds Bayern, Medienboard Berlin-Brandenburg, Centre national du cinéma et de l'image animée, Minitraité, Medien- und Filmgesellschaft Baden-Württemberg, Deutscher Filmförderfonds y Filmförderungsanstalt.

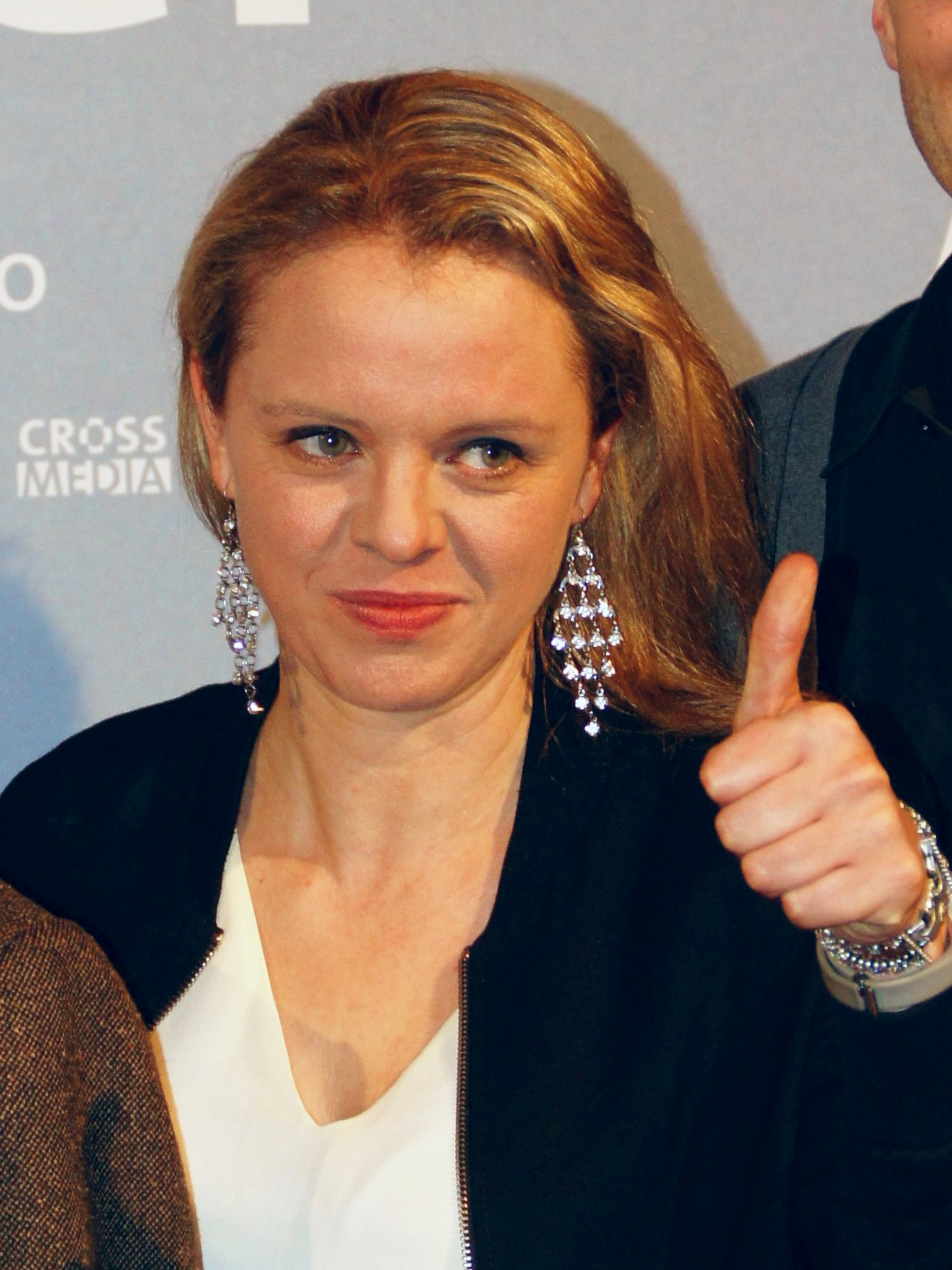
Julia von Heinz, directora de cine alemana